# Thomas Dreßen
Thomas Dreßen (* 22. November 1993 in Garmisch-Partenkirchen) ist ein ehemaliger deutscher Skirennläufer, der auf die Speeddisziplinen spezialisiert war. Dreßen war Mitglied im A-Kader des DSV und gehörte der Lehrgangsgruppe Ia an. Sein größter Erfolg ist der Sieg bei der Hahnenkammabfahrt in Kitzbühel im Jahr 2018.

## Werdegang

### Juniorenzeit
Nachdem er die Grundschule in Mittenwald abgeschlossen hatte, zog Dreßen wegen besserer Trainings- und Fördermöglichkeiten nach Österreich. Zunächst besuchte er dort die Skihauptschule Neustift im Stubaital und später das Skigymnasium Saalfelden.
Im Dezember 2008 absolvierte er als 14-Jähriger erstmals ein FIS-Rennen. Am 21. Januar 2011 gab er als 17-Jähriger sein Europacupdebüt beim Riesenslalom in Oberjoch. Er kam jedoch im ersten Lauf nicht ins Ziel. Bei den Juniorenweltmeisterschaften 2011 erzielte er Plätze im Mittelfeld des Starterfeldes. Seine ersten Europacuppunkte und gleichzeitig seinen ersten, und bis 2018 einzigen, Podestplatz erzielte er am 10. Januar 2012 im italienischen Sarntal, als er als Zweiter im Super-G ins Ziel kam. Bei den Juniorenweltmeisterschaften 2012 in Roccaraso überraschte er mit dem Gewinn der Silbermedaille im Riesenslalom. In der Kombination verpasste er als Vierter knapp die Podestplätze. Auch in der Abfahrt und im Super-G erzielte er Top-10-Platzierungen.
Nach einigen Top-10-Plätzen in der Saison 2012/13 im Europacup blieb er bei den Juniorenweltmeisterschaften 2013 jedoch hinter den Erwartungen zurück. Im Frühjahr 2013 schloss er das Gymnasium mit der Matura ab. Im August 2013 wurde er Mitglied des Zoll-Ski-Teams, dem zur damaligen Zeit auch die deutschen Weltcup-Topfahrer Felix Neureuther, Maria Höfl-Riesch und Viktoria Rebensburg angehörten. In der Saison 2013/14 nahm er an FIS-Rennen, an Europacuprennen und an zwei Rennen des Australian New Zealand Cups teil, konnte jedoch in keinem Rennen unter die besten Zehn fahren. Im März 2014 nahm er zum bereits vierten Mal an den Juniorenweltmeisterschaften teil. In Jasná erreichte er in der Abfahrt als Zweiter das Ziel und sicherte sich somit seine zweite Medaille bei Juniorenweltmeisterschaften. Im Riesenslalom verpasste er als Vierter das Podium knapp.

### Erste Jahre im Weltcup
Am 21. Februar 2015 gab Dreßen sein Debüt im Weltcup und beendete die Abfahrt von Saalbach-Hinterglemm als 39. Zu Beginn der Sommervorbereitung der Saison 2015/16 wurde er in den B-Kader und die Lehrgangsgruppe Ia befördert. Am 28. November 2015 holte er bei der Abfahrt von Lake Louise seine ersten Weltcuppunkte.
In der Saison 2016/17 steigerten sich Dreßens Leistungen immer weiter. So fuhr er in den ersten fünf von sechs Weltcuprennen, die er bestritt, in die Punkteränge. Nach konstanten Leistungen, steigerte er sich bei den Weltmeisterschaften in St. Moritz noch weiter. Im Super-G schied er nach guter Zwischenzeit aus, wurde aber in der folgenden Abfahrt überraschend Zwölfter und in der Kombination guter 14. Zu Saisonende lohnte sich für Dreßen besonders die Reise nach Kvitfjell. Dort konnte er in der ersten Abfahrt als Sechster sein bis dahin bestes Weltcupergebnis einfahren. Zudem wusste er auch am Folgetag als Elfter der zweiten Abfahrt zu überzeugen.

### Durchbruch in der Saison 2017/18
Auch in der Saison 2017/18 setzte sich die Serie guter Ergebnisse fort. Am 2. Dezember 2017 fuhr Dreßen in der Abfahrt auf der Birds of Prey in Beaver Creek auf den dritten Platz und erzielte damit seine erste Podestplatzierung in einem Weltcuprennen. Es folgten je ein fünfter Platz auf der Pista Stelvio in Bormio und auf der Lauberhornabfahrt in Wengen. Am 20. Januar 2018 feierte Dreßen den größten Erfolg seiner Karriere, indem er die Hahnenkammabfahrt auf der Streif in Kitzbühel für sich entschied. Dies war gleichzeitig sein erster Weltcupsieg und der erste Sieg eines Deutschen auf der Streif seit Sepp Ferstl im Jahr 1979. Für die deutschen Männer ist es zudem der erste Sieg in einem Abfahrtsrennen seit Max Rauffer 2004 in Gröden.
Wenige Wochen später, am 11. März, gelang Dreßen sein zweiter Weltcup-Sieg bei der Abfahrt von Kvitfjell. Zwei Siege in einer Saison waren in der Abfahrt zuvor noch keinem Deutschen gelungen, er ist zudem nach Sepp Ferstl und Markus Wasmeier (je zwei) erst der dritte Deutsche, dem im Weltcup mehr als ein Sieg in der Abfahrt gelang. Beim Weltcup-Finale in Åre sicherte er sich schließlich den dritten Platz in der Abfahrts-Wertung. Dies bedeutete das erfolgreichste Abschneiden eines deutschen Athleten seit Franz Vogler 1967. Außerdem erreichte er mit dem dritten Platz im Super-G auch seinen ersten Podestplatz in dieser Disziplin.

### Saisonausfall und Comeback
In die folgende Saison 2018/19 startete Dreßen solide mit einem siebten und einem neunten Platz in der Abfahrt bzw. dem Super G von Lake Louise. Beim darauffolgenden Rennen, der Abfahrt in Beaver Creek am 30. November 2018, stürzte er jedoch nach Zwischenbestzeit schwer und rutschte in die Fangnetze. Bei diesem Sturz erlitt er einen Riss des vorderen Kreuzbandes sowie eine Luxation der Schulter. Damit war die Saison für ihn vorzeitig beendet.
Auf den Tag genau ein Jahr nach seinem schweren Sturz gab Dreßen sein Comeback und gewann überraschend die Abfahrt von Lake Louise zwei Hundertstelsekunden vor Dominik Paris. Knapp drei Wochen später bestätigte er dieses Resultat mit einem dritten Platz im Super-G von Gröden; es war sein zweiter Podestplatz in dieser Disziplin. Am 18. Januar 2020 errang er bei der Abfahrt in Wengen den dritten Platz; damit stand erstmals seit 1992 am Lauberhorn wieder ein Deutscher auf dem Podium in der Abfahrt. Am 1. Februar 2020 feierte er seinen vierten Weltcupsieg bei der Abfahrt in Garmisch-Partenkirchen – der erste Erfolg eines Deutschen auf der Kandahar-Abfahrt seit dem Triumph von Markus Wasmeier im Jahr 1992. Nur knapp zwei Wochen später gewann er trotz eines schweren Fehlers im oberen Streckenteil die Abfahrt von Saalbach-Hinterglemm. Dreßen ist damit der erste Deutsche, der zwei aufeinanderfolgende Weltcup-Abfahrtsrennen gewann. Tags darauf, am 14. Februar 2020, holte er mit Rang drei im Super-G seinen zehnten Weltcup-Podestplatz.
Während der Vorbereitung auf die Saison 2020/21 im US-amerikanischen Copper Mountain musste Dreßen das Training vorzeitig abbrechen und sich einer Operation an der Hüfte unterziehen. Sein erstes Rennen in dieser Saison war die Abfahrt bei den Alpinen Skiweltmeisterschaften am 14. Februar 2021 in Cortina d’Ampezzo, bei der er den 18. Platz belegte. Dennoch beendete er anschließend die Saison aufgrund von erneuten Kniebeschwerden, die zu einer weiteren Operation führten. Am 18. Januar 2024 kündigte Dreßen seinen Rücktritt vom aktiven Skisport an. Zwei Tage später nahm er zum Abschluss an der Abfahrt in Kitzbühel, dem Ort seines größten Erfolges, teil und beendete seine Karriere.
Ab der Saison 2025/26 ist Dreßen Co-Trainer der deutschen Speedmannschaft im Europacup.

## Privates
Dreßen ist mit der Österreicherin Birgit Dreßen geb. Lankmaier liiert, die er 2021 heiratete, und lebt mit ihr im oberösterreichischen Scharnstein. Zusammen sind sie seit Ende Juni 2023 Eltern einer Tochter und eines Sohnes, der Ende Dezember 2024 zur Welt kam.
Im Herbst 2005 starb Dreßens Vater Dirk bei dem Seilbahnunglück in Sölden, als ein Hubschrauber einen 750 kg schweren Betonbehälter über einer Seilbahn verlor. Zur Erinnerung an seinen Vater trägt Dreßen auf seinem Skihelm links und rechts die Zahl 44 für zweimal den vierten Buchstaben des Alphabets D – die Initialen seines Vaters.

## Erfolge

### Olympische Spiele
- Pyeongchang 2018: 5. Abfahrt, 9. Kombination, 12. Super-G

### Weltmeisterschaften
- St. Moritz 2017: 12. Abfahrt, 14. Kombination
- Cortina d’Ampezzo 2021: 18. Abfahrt
- Courchevel 2023: 10. Abfahrt

### Weltcupwertungen
| Saison  | Gesamt | Gesamt | Abfahrt | Abfahrt | Super-G | Super-G | Kombination | Kombination |
| Saison  | Platz  | Punkte | Platz   | Punkte  | Platz   | Punkte  | Platz       | Punkte      |
| ------- | ------ | ------ | ------- | ------- | ------- | ------- | ----------- | ----------- |
| 2015/16 | 109.   | 31     | 43.     | 16      | –       | –       | 30.         | 15          |
| 2016/17 | 68.    | 102    | 25.     | 69      | 31.     | 29      | 39.         | 4           |
| 2017/18 | 8.     | 672    | 3.      | 446     | 11.     | 163     | 8.          | 63          |
| 2018/19 | 89.    | 65     | 35.     | 36      | 34.     | 29      | –           | –           |
| 2019/20 | 9.     | 602    | 2.      | 438     | 9.      | 164     | –           | –           |
| 2022/23 | 83.    | 67     | 30.     | 67      | –       | –       | –           | –           |
| 2023/24 | 115.   | 21     | 51.     | 8       | 45.     | 13      | –           | –           |

### Weltcupsiege
Dreßen erzielte im Weltcup 10 Podestplätze, davon 5 Siege:
| Datum             | Ort                    | Land        | Disziplin |
| ----------------- | ---------------------- | ----------- | --------- |
| 20. Januar 2018   | Kitzbühel              | Österreich  | Abfahrt   |
| 10. März 2018     | Kvitfjell              | Norwegen    | Abfahrt   |
| 30. November 2019 | Lake Louise            | Kanada      | Abfahrt   |
| 1. Februar 2020   | Garmisch-Partenkirchen | Deutschland | Abfahrt   |
| 13. Februar 2020  | Saalbach-Hinterglemm   | Österreich  | Abfahrt   |

### Europacup
- 2 Podestplätze
- Saison 2011/12: 92. Gesamt, 17. Super-G
- Saison 2012/13: 102. Gesamt, 59. Abfahrt, 37. Super-G, 41. Riesenslalom
- Saison 2013/14: 108. Gesamt, 61. Abfahrt, 54. Super-G, 35. Riesenslalom, 41. Kombination
- Saison 2014/15: 56. Gesamt, 38. Abfahrt, 44. Super-G, 33. Riesenslalom, 6. Kombination
- Saison 2016/17: 107. Gesamt, 26. Super-G

### Juniorenweltmeisterschaften
- Crans-Montana 2011: 21. Abfahrt, 32. Riesenslalom, 34. Super-G
- Roccaraso 2012: 2. Riesenslalom, 4. Kombination, 7. Super-G, 9. Abfahrt, 21. Slalom
- Québec 2013: 29. Abfahrt, 36. Super-G
- Jasná 2014: 2. Abfahrt, 4. Riesenslalom, 19. Slalom, 36. Super-G

### Weitere Erfolge
- Deutsche Meisterschaften: 3 Meistertitel (Abfahrt 2015, 2018, Super-Kombination 2015)
- 6 Siege in FIS-Rennen
- Skisportler des Jahres 2018 und Skisportler des Jahres 2020 durch Wahl der deutschen Kaderathleten des DSV[21][22]